# St Mary's Cathedral, Glasgow
The Cathedral Church of St Mary the Virgin är en domkyrka inom Skotska episkopalkyrkan. Den är belägen på Great Western Road, i västra delen av Glasgow i Skottland. 
Den nuvarande byggnaden invigdes den 9 november 1871 och stod helt klar, sedan tornspiran byggts, 1893. Arkitekt var George Gilbert Scott. Kyrkan fick domkyrkostatus 1908. Byggnadens totala höjd är 63 meter.